# Azuurblauwe gaai
De azuurblauwe gaai (Cyanocorax caeruleus) is een zangvogel uit de familie Corvidae (kraaien).

## Verspreiding en leefgebied
Deze soort komt voor in Zuid-Amerika in het zuiden van Brazilië en het uiterste noordoosten van Argentinië.

## Status
De grootte van de populatie is niet gekwantificeerd maar de soort wordt omschreven als schaars tot plaatselijk vrij algemeen. Aangenomen wordt dat de aantallen snel achteruitgaan door ontbossing. Op de Rode lijst van de IUCN heeft deze soort daarom de status gevoelig.